# Macintosh II
Macintosh IIは1987年に発売された、Apple ComputerのMacintosh (Mac) のパーソナルコンピュータ。
米国でのベースモデル（RAM 1MB, FDD 1台, 5インチ40MB HDD）の小売価格は3,898米ドル（本体価格。当時の日本円で約60万円）だった。Macintosh IIは初のモジュラー型Macであり、またカラー表示ができる初のMacであった（以前のMacは全て白黒のCRTモニタ一体型だった）。筐体デザインは、フロッグデザインによるもの。

## 特徴

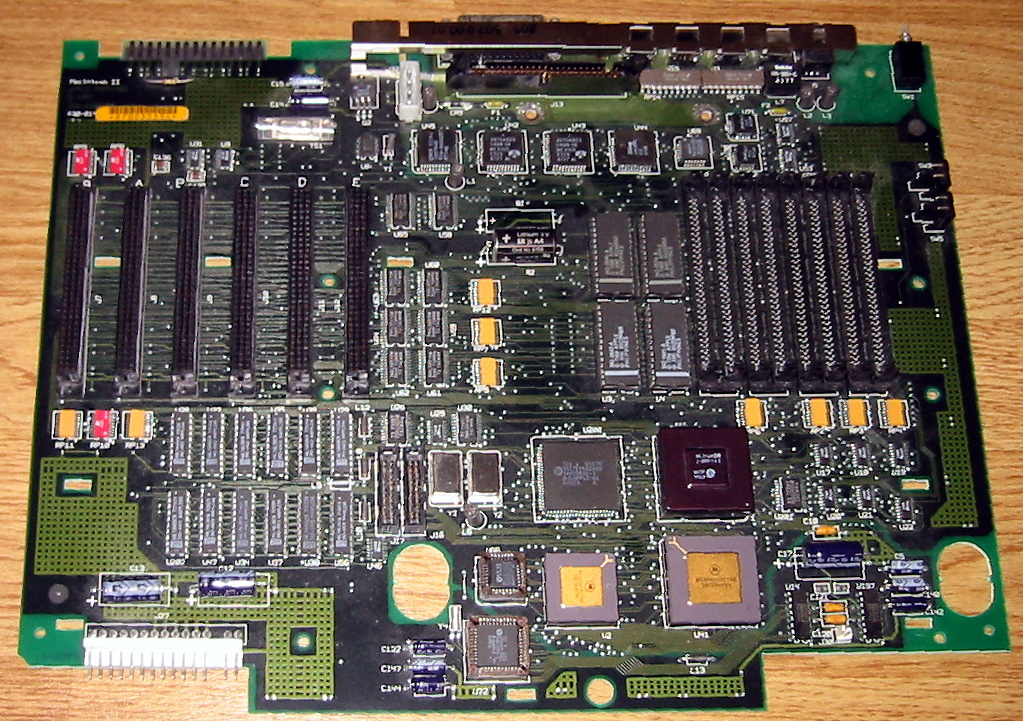
Macintosh IIのロジックボード

Macintosh IIは16MHzの68020プロセッサと68881FPUを搭載していた。68851メモリ管理ユニットもオプションで搭載できた。Macとしては初めてNuBusスロットを搭載し、6基のNuBusスロットでハードウェアをプラグアンドプレイで拡張できる。
5.25インチのハードディスクドライブ（標準容量は40MBまたは80MB）、オプションで2基目のフロッピーディスクドライブも内蔵できた。同時に発売されたMacintosh SEとともに、 キーボードやマウスの接続用にApple Desktop Bus (ADB) を内蔵した初のMacだった（ADBの内蔵は Apple II GSが最初）。キーボードは別売で、ADB Appleキーボードまたは Apple拡張キーボードを選択できた。また、Macintosh IIは深刻なハードウェアエラーが起きた時にSad Macが表示される初のMacでもある。
Macintosh IIにおける最大の改良点は、Color QuickDrawの搭載だった。ColorQuickDrawはMacintoshでカラー表示を可能にし、さまざまなディスプレイサイズやカラー深度、マルチモニターに対応する、大変革新的なものだった。
Macintosh IIの後継機種は68030を搭載したMacintosh IIxとMacintosh IIfxである。ROMも同時に交換されるSuperDriveへのアップグレードサービス、後年実施されたロジックボードアップグレードサービスを利用することでMacintosh IIxおよびMacintosh IIfx相当にアップグレードすることができた。
日本でも1987年に発売開始されたが、日本語OSが間に合わずに英語のSystem 4.1のまま出荷され、後日1988年に漢字Talk 2.0がユーザに発送された。